# Flemming Kofod-Svendsen
Pour les articles homonymes, voir Kofod et Svendsen.
Flemming Kofod-Svendsen, né le 21 mars 1944 à Aakirkeby, est un homme politique danois membre des Chrétiens démocrates, ancien ministre et député au Folketing.